# Adams (New York)
Adams ist eine Siedlung (Town) im Jefferson County im US-Bundesstaat New York. Die Siedlung hatte bei der Volkszählung 2020 4973 Einwohner auf 109,5 km². Die Town wurde nach dem 2. Präsidenten der USA, John Adams, benannt, dessen Amtszeit 1801, ein Jahr vor der Gründung der Town, endete.
Der Hauptort der Town ist das am North Sandy Creek gelegene, um 1800 gegründete Dorf Adams; dort lebt etwa ein Drittel aller Bewohner der Town (1775 Einwohner, Stand 2010). Nördlich davon findet sich ein zweites Siedlungszentrum, das um 1816 gegründete Dorf Adams Center, mit knapp 1600 Einwohnern (Stand 2010).

## Geografie
Adams liegt in einem Grundmoränengebiet und ist dementsprechend weitgehend flach. Die ursprünglich starke Bewaldung hat in vielen Bereichen einer starken landwirtschaftlichen Nutzung Platz gemacht. Es sind keine nennenswerten Anhöhen vorhanden. Die beiden Hauptwasserläufe sind der North Sandy Creek und Stony Creek, die beide in nördlicher Richtung in den St. Lorenz-Strom entwässern.

### Nachbargemeinden
| Ontariosee | Hounsfield         | Watertown |
| Henderson  |                    | Rodman    |
| Ellisburg  | Ellisburg Lorraine | Lorraine  |

### Klima
Die durchschnittlichen Temperaturen in Adams liegen zwischen −12,5 und −1,0 Grad Celsius Ende Januar und zwischen 15,0 und 26,5 Grad Celsius Ende Juli. Damit wird der Temperatur-Mittelwert der USA um etwa 7 Grad unterschritten.
Der regenreichste Monat ist der September mit 10,9 cm Niederschlag, der trockenste der Februar mit 6,4 cm. Die Schneefallsaison reicht von Mitte Oktober bis Mitte Mai mit dem Spitzenwert von 76 cm im Januar.

## Geschichte
Die Geschichte der Town vor der Ankunft der ersten Kolonisten liegt mangels schriftlicher Überlieferungen weitgehend im Dunkeln. Bekannt ist, dass bei der Ankunft der ersten Siedler die heutige Town im nördlichen Teil des Jagdgebietes der Oneida, einem der Stämme der Irokesen, lag.
Die Besiedlung begann mit der Aufteilung des Landes in Verwaltungseinheiten; ursprünglich umfasste der Bundesstaat New York das komplette, noch unentdeckte Land im Westen der USA und wurde zunehmend in kleinere Verwaltungseinheiten unterteilt. So ging Adams aus dem Bereich der Town Whitestown hervor, aus dem 1792 der Bezirk Mexico (heute Oswego County) ausgegliedert wurde, das damals das komplette heutige Jefferson County und große Teile von Oswego County umfasste. Vor der formalen Gründung der Town war das Land in elf Areale unterteilt, die sogenannten Eleven Towns oder auch der Black River Tract (nach der Lage am Black River). Adams wurde am 1. April 1802 aus den Arealen 7 (Aleppo) und 8 (Orpheus) geformt. Beide Bereiche waren 1796 an Landhändler verkauft und in Teilbereiche unterteilt worden, die dann an Siedler verkauft wurden. In Vorbereitung der Besiedlung wurden die ersten Waldrodungen ab Mai 1800 vorgenommen und eine erste Getreidemühle 1801 oder 1802 errichtet. Die Erstbesiedlung erfolgte am 20. August 1802, die erste Schule wurde 1803 errichtet.
Am 1. März 1803 fand die konstituierende Stadtversammlung statt; eine weitere Versammlung am 10. März 1803 beschloss die Abtrennung von Rodman entlang der Grenze von Tract 7 und 8. Derartige Teilungen wurden in der Frühzeit der Besiedlung vorgenommen, um die Verwaltung der besiedelten Bereiche zu vereinfachen und die Wege kurzzuhalten. Die Abspaltung Rodmans erfolgte am 24. März 1804. Danach änderte sich die Fläche der Town nicht mehr.
Das erste Siedlungszentrum, Adams Village, entstand im Rahmen der Erstbesiedlung. Hier wurde die Verwaltung der Town angesiedelt, hier entstanden die ersten Geschäfte. Ab 1816 entstand etwas nördlich ein weiteres Siedlungszentrum, Adams Center, damals noch unter dem Namen Adams Five Corners. Wichtiger blieb aber Adams Village, das am 11. November 1851 eine eigene Verwaltung bekam. Zu diesem Zeitpunkt hatte es ein Postamt und eine tägliche Postkutschverbindung nach Belleville, Henderson und Worth. Der Bahnanschluss durch die Rome, Watertown and Ogdensburg Railroad (RW&O) wurde 1852 allerdings nach Adams Center geführt. In beiden Siedlungen entstanden daraufhin Fabriken, die landwirtschaftliche Produkte verarbeiteten und verpackten, so ein Maschinenhandel und eine Käserei (1864), eine Mälzerei (1876) sowie eine Konservenfabrik (1889).
Am 22. April 1853 wurde in Adams Village zudem das Adams Collegiate Institute (zwischen dem 24. März 1864 und 16. November 1883: Hungerford Collegiate Institute nach einem Großspender, General Solon D. Hungerford) gegründet, das der Vorläufer der heutigen South Jefferson High School war. Es diente als vorbereitende Schule für Studenten an Colleges und Universitäten.
Im Bürgerkrieg wurden keine Kämpfe hier oder in der Umgebung ausgetragen, aber Bürger der Town dienten im 67. Freiwilligen-Regiment des Staates New York. Aufgrund fehlender Großindustrie und der Ausrichtung auf landwirtschaftliche Erzeugnisse wurde die Town weder durch die Industrialisierungsphase der Vereinigten Staaten, den Ersten Weltkrieg noch die Weltwirtschaftskrise nennenswert beeinflusst. Entgegen dem allgemeinen Trend fand auch keine Stadtflucht in den Jahren nach dem Zweiten Weltkrieg statt, wie den ständig steigenden Einwohnerzahlen zu entnehmen ist.

### Religion
Die ersten Kirchen in Adams gehörten zu Gemeinden von Presbyterianern (1827), Baptisten (1846) und Episcopalen (1849). Heute (Stand: 2020) sind zusätzlich eine römisch-katholische Gemeinde und eine Gemeinde der Assembly of God im Ort ansässig.

### Einwohnerentwicklung
| Jahr      | 1800 | 1810 | 1820 | 1830 | 1840 | 1850 | 1860 | 1870 | 1880 | 1890 |
| --------- | ---- | ---- | ---- | ---- | ---- | ---- | ---- | ---- | ---- | ---- |
| Einwohner | -    | ??   | 2467 | 2995 | 2966 | 3106 | 3496 | 3348 | 3302 | 3181 |
| Jahr      | 1900 | 1910 | 1920 | 1930 | 1940 | 1950 | 1960 | 1970 | 1980 | 1990 |
| Einwohner | 3081 | 3128 | 3194 | 3284 | 3334 | 3629 | 3964 | 4381 | 4390 | 4977 |
| Jahr      | 2000 | 2010 | 2020 | 2030 | 2040 | 2050 | 2060 | 2070 | 2080 | 2090 |
| Einwohner | 4782 | 5143 | 4973 |      |      |      |      |      |      |      |

Die folgenden Einwohnerzahlen von Adams Village sind in den Zahlen für die Town bereits enthalten.
| Jahr      | 1800 | 1810 | 1820 | 1830 | 1840 | 1850 | 1860 | 1870 | 1880 | 1890 |
| --------- | ---- | ---- | ---- | ---- | ---- | ---- | ---- | ---- | ---- | ---- |
| Einwohner | -    | -    | -    | -    | -    | 600  | 1268 | 1352 | 1250 | 1360 |
| Jahr      | 1900 | 1910 | 1920 | 1930 | 1940 | 1950 | 1960 | 1970 | 1980 | 1990 |
| Einwohner | 1292 | 1458 | 1557 | 1613 | 1594 | 1762 | 1914 | 1951 | 1701 | 1753 |
| Jahr      | 2000 | 2010 | 2020 | 2030 | 2040 | 2050 | 2060 | 2070 | 2080 | 2090 |
| Einwohner | 1624 | 1775 |      |      |      |      |      |      |      |      |

## Wirtschaft und Infrastruktur
Die Wirtschaft in Adams ist sehr stark landwirtschaftlich ausgerichtet; andere Berufstätige sind in erster Linie in Handel und Handwerk sowie in Heil- und Lehrberufen zu finden. Keine dieser Berufsgruppen ist ortsprägend. Die Arbeitslosigkeit lag bei 6,3 % im März 2019 (New York Durchschnitt: 4,1 %).

### Verkehr
Adams ist über zwei große Straßen an die Außenwelt angeschlossen: der New York State Route 11, die von Nord nach Süd durch die Town führt und der New York State Route 178, die die Town von Ost nach West durchquert. Zusätzlich existiert eine Nord-Süd-Autobahn, der U.S. Highway 81, mit einer Abfahrt westlich des Hauptortes Adams Village. Auch ein Flugplatz mit einer einzelnen Landebahn für kleinere Maschinen existiert, der Butterville Airport.

### Öffentliche Einrichtungen
Adams verfügt über eine öffentliche Bibliothek. Die nächstgelegenen Krankenhäuser finden sich in Watertown.

### Bildung
In Adams sind eine Middleschool mit den Klassenstufen 6 bis 8 (Clarke Middle School, etwa 480 Schüler) und eine Highschool mit den Klassenstufen 9 bis 12 (South Jefferson High School, etwa 680 Schüler) angesiedelt. Dagegen sind weder ein Kindergarten noch eine Grundschule im Ort verzeichnet. Das nächstgelegene College findet sich in Watertown; weitere große Colleges sind in Syracuse und in Oswego angesiedelt.

## Persönlichkeiten

### Söhne und Töchter der Stadt
- Edwin N. Cooke (1810–1879), Geschäftsmann und Schatzmeister des Bundesstaates Oregon (1862–1870)
- Julius Sterling Morton (1832–1902), US-Landwirtschaftsminister (1893–1897) und Gouverneur des Nebraska-Territoriums (1861)
- Bruce C. Clarke (1901–1988), Oberkommandierender der US-Landstreitkräfte in Europa (1960 und 1962)

### Persönlichkeiten, die vor Ort gewirkt haben
- Micah Sterling (1784–1844), Mitglied des US-Repräsentantenhauses. Eröffnete 1809 eine Anwaltspraxis in Adams.
- Thomas C. Chittenden (1788–1866), Mitglied des US-Repräsentantenhauses. Wirkte ab 1813 als Anwalt in Adams.
- Charles Grandison Finney (1792–1875), Erweckungsprediger; Lehre als Bürogehilfe in einer Anwaltskanzlei
- Charles S. Millington (1855–1913), Mitglied des US-Repräsentantenhauses. Bankangestellter in Adams.